# The Asylum
The Asylum (укр. «Притулок», «Психлікарня»)  — американська кіностудія та дистриб'ютор, що спеціалізується на низькобюджетних direct-to-video фільмах. Головним чином відома завдяки створенню фільмів, що імітують очікувані блокбастери. За даною категорією фільмів історично закріпився термін «мокбастер».

## Історія
Компанію «The Asylum» заснували Девід Рімаві (колишній власник студії «Village Roadshow»), Шері Стрейна та Девід Майкл Летті в 1997 році. Спочатку студія була націлена на створення низькобюджетних фільмів, головним чином слешерів. Але через конкурентів студія не могла знайти свою нішу на ринку.
Відомою студія стала завдяки мокбастерам — до прем'єри фільму Стівена Спілберга «Війна світів» Asylum випустила на DVD свою версію фільму. Це був дуже прибутковий крок. Пізніше відомими стали також такі мокбастери, як «Трансморфери», «Термінатори», «Титанік 2», «Паранормальна сутність».
У 2007 році було повідомлено про схожість між назвами дистриб'ютора та назвами основних студій. Наприклад, фільм «Трансморфери» має багато схожості з фільмом «Трансформери», який вийшов у прокат через два дні після виходу «Трансморфів». За словами Латта, «Я не намагаюся нікого обдурити. Я просто намагаюся, щоб мої фільми дивилися. Інші люди постійно підключаються, вони просто краще вміють бути витонченими. Інша студія може зробити фільм про гігантських роботів, який пов’язаний з випуском Трансформерів і називає його «Війни роботів». Ми назвемо наших Трансморфів».
У 2009 році продюсер «Притулку» Девід Рімаві заявив в інтерв'ю, що більшість фільмів про притулок «зриваються приблизно через три місяці».
У лютому 2015 року The Asylum підписала багаторічну угоду з Cinedigm Corp; угода передбачала 12 фільмів за три роки.

## Деякі Мокбастери студії
| Фільм студії The Asylum («Мокбастер») | Оригінальний фільм                                  | Рік  |
| ------------------------------------- | --------------------------------------------------- | ---- |
| Війна світів Г. Д. Велса              | Війна світів                                        | 2005 |
| Екзорцизм: Одержимість Гейл Боурес    | Шість демонів Емілі Роуз                            | 2005 |
| Король загубленого світу              | Кінг-Конг                                           | 2005 |
| 11 вересня: Звіт комісії конгресу     | Загублений рейс і Всесвітній тогрговий центр        | 2006 |
| Хілсайдські канібали                  | Пагорби мають очі                                   | 2006 |
| Скарб Да Вінчі                        | Код да Вінчі                                        | 2006 |
| Пірати острова скарбів                | Пірати Карибського моря                             | 2006 |
| Зміїний поїзд                         | Зміїний політ                                       | 2006 |
| Коли дзвонить вбивця                  | Коли дзвонить незнайомець                           | 2006 |
| Прокляття Дракули Брема Стокера       | Інший світ: Еволюція                                | 2006 |
| Ніч Хелловіна                         | Хелловін                                            | 2007 |
| AVH: Чужий проти Мисливця             | Чужі проти Хижака: Реквієм                          | 2007 |
| Наутілус: Володар Океану              | Двадцять тисяч років під водою                      | 2007 |
| Хижак Юрського Періоду                | Первісний страх                                     | 2007 |
| Трансморфери                          | Трансформери                                        | 2007 |
| Я — Омега                             | Я — легенда                                         | 2007 |
| Мегазмія                              | -                                                   | 2007 |
| Храм черепів                          | Індіана Джонс і Королівство кришталевого черепа     | 2008 |
| Позакласний мюзикл                    | Класний мюзикл                                      | 2008 |
| Подорож до центру Землі               | Подорож до центру Землі                             | 2008 |
| Монстр                                | Монстро                                             | 2008 |
| Вуличний гонщик                       | Потрійний форсаж: Токійський дрифт                  | 2008 |
| Смертельні перегони                   | Смертельні перегони                                 | 2008 |
| Коли Земля зупинилася                 | День, коли Земля зупинилась                         | 2008 |
| 2012: Судний день                     | Судний день                                         | 2008 |
| 100 мільйонів років до нашої ери      | 10 тисяч років до нашої ери                         | 2008 |
| Термінатори                           | Термінатор: Спасіння                                | 2009 |
| Трансформери 2: Захід людства         | Трансформери: Помста полеглих                       | 2009 |
| Земля, забута часом                   | Загублений світ                                     | 2009 |
| 18-річна незаймана                    | Сорокалітній незайманий                             | 2009 |
| 2012: Наднова                         | 2012                                                | 2009 |
| Два мільйони років по тому            | -                                                   | 2009 |
| Шерлок Голмс                          | Шерлок Холмс                                        | 2010 |
| Титанік 2                             | Титанік                                             | 2010 |
| Мега-піранья                          | Піраньї 3D                                          | 2010 |
| Мега Акула проти Крокозавра           | -                                                   | 2010 |
| Метеорний апокаліпсис                 | -                                                   | 2010 |
| Могутній Тор                          | Тор                                                 | 2011 |
| Битва за Лос-Анджелес                 | Глобальне вторгнення: Битва Лос-Анджелес            | 2011 |
| 2012: Льодовиковий період             | Післязавтра                                         | 2011 |
| 200 мнг                               | Форсаж 5: Пограбування в Ріо                        | 2011 |
| Повернення титанів                    | -                                                   | 2011 |
| Білосніжка братів Грімм               | Білосніжка та Мисливець і Білосніжка: Помста гномів | 2012 |
| Американський Морський Бій            | Морський Бій                                        | 2012 |
| Нацисти в центрі Землі                | Залізне небо                                        | 2012 |
| 40 днів і ночей                       | 2012                                                | 2012 |
| АЗ: Апокаліпсис Землі                 | Земля після нашої ери                               | 2013 |
| Атлантичний рубіж                     | Тихоокеанський рубіж                                | 2013 |
| Мега Акула проти Меха Акули           | -                                                   | 2014 |
| Мавпа проти монстра                   | Ґодзілла проти Конга                                | 2021 |